# 川合道雄
川合 道雄（かわい みちお、1916年-　）は、日本近代文学・文化研究者、編集者。
京都府生まれ。川合信水（山月）の次男。早稲田大学文学部国文学科卒。博文館編集局、高校等に勤務の後、早稲田大学文学部非常勤講師。1977年国士舘短期大学教授、国士舘大学文学部教授、89年退職。早稲田大学国文学会名誉会員。

## 著書
- 『川合山月と明治の文学者達』正続　基督心宗教団事務局出版部 1954-57
- 『山月子回顧ノート 近代の文人・思想家たち』基督心宗教団事務局出版部 1965
- 『綱島梁川の宗教と文芸』新教出版社 1973
- 『綱島梁川とその周辺』近代文芸社 1989
- 『押川方義管見 武士のなったキリスト者 明治編』近代文芸社 1991
- 『押川方義管見 武士のなったキリスト者 大正・昭和編』りん書房 2002
- 『戦時下の博文館と『新青年』編集部 付・私の戦中記』近代文芸社新書 2008

## 論文
- Cinii

## 注
1. ↑  『戦時下の博文館と『新青年』編集部』著者紹介。